# Le Crayon guidant le peuple

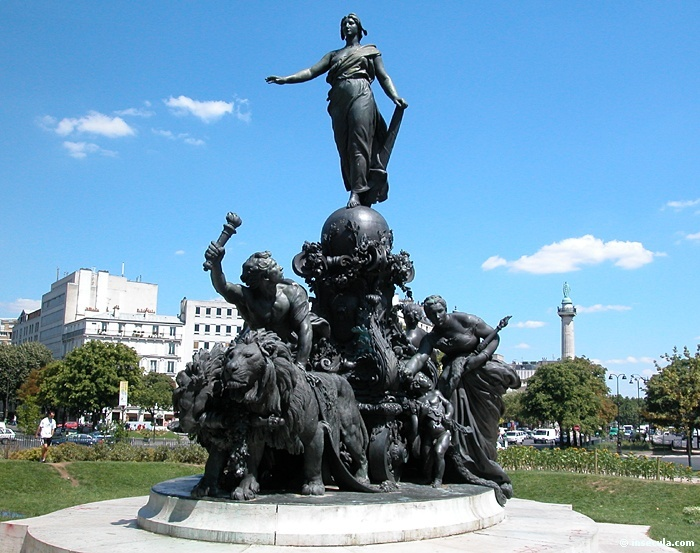
Le Triomphe de la République de Jules Dalou sur la place de la Nation à Paris, lieu où les photographies ont été prises.

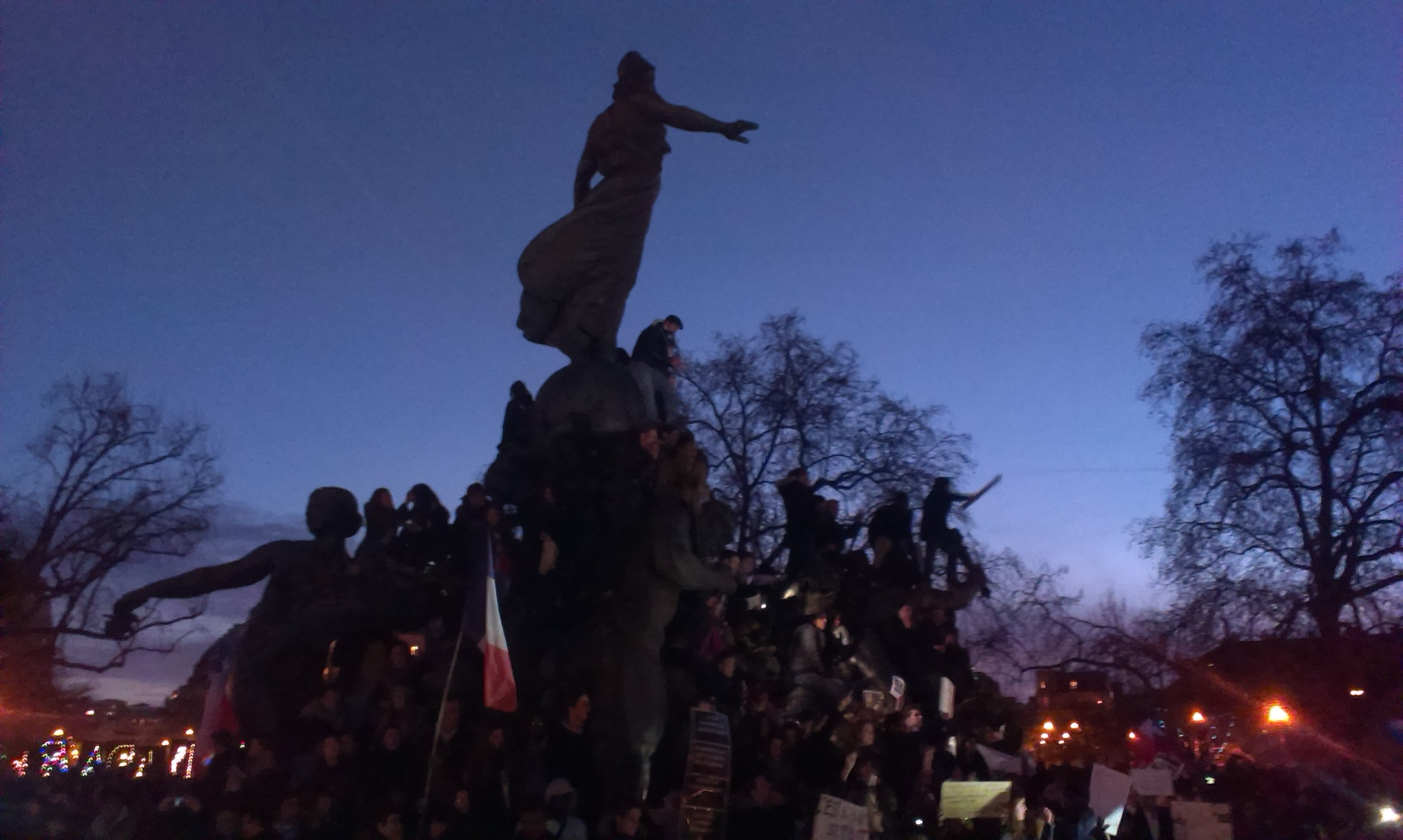
Photo prise le 11 janvier 2015 à par Rémi Mathis, montrant la même scène que les photos de Mahé et Argyroglo.

Le Crayon guidant le peuple est le titre donné à au moins deux photographies prises le 11 janvier 2015 à Paris — et par extension au phénomène internet associé — lors de la grande manifestation hommage aux victimes des attentats du 7 janvier qui coûtèrent notamment la vie à une partie de la rédaction de Charlie Hebdo. Les photographies représentent des manifestants montés sur le groupe monumental du Triomphe de la République de Jules Dalou, place de la Nation à Paris.
La symbolique générale des prises de vue évoque le tableau La Liberté guidant le peuple d'Eugène Delacroix, ce qui a contribué à l'intitulé des œuvres photographiques,,

## Contexte des prises de vue
Les clichés ont été pris le 11 janvier 2015, place de la Nation à Paris, à l'occasion de la marche républicaine.
Un premier cliché a été réalisé vers 17 heures par le photographe Stéphane Mahé pour l'agence Reuters. À l'initiative de la ministre de la Culture et de la Communication, Fleur Pellerin, la photographie a été affichée en grand format (13 × 8 mètres) sur la façade du Centre Pompidou,. Elle a également fait la une de The Times, le 12 janvier 2015, et été utilisée par d'autres journaux,. Au sujet de son travail, Stéphane Mahé a précisé ce qui suit :

« Je suis arrivé vers 17 heures, la lumière était très douce. J'ai dû rester trois quarts d'heure, j'ai tourné autour de la statue en attendant que la photographie se compose, en rassemblant différents éléments… Le crayon, le drapeau français, la statue. C'est rentré dans l'image. »

Un second cliché est le travail du photographe indépendant Martin Argyroglo (basé à Paris, né en 1983). Prise vers 20 heures, la photographie a été partagée plus de 5 000 fois sur Twitter, le 12 janvier, et choisie pour la une de L'Obs la même semaine. Le nom qui lui a été donné par son auteur est Nation. Celui-ci a indiqué, concernant son travail : 

« Je fais d'abord des photos horizontales, en coupant la statue. Le résultat n'est pas satisfaisant. J'opte alors pour une composition verticale. »

## Description et analyse des images

Eugène Delacroix, La Liberté guidant le peuple (1830), Paris, musée du Louvre.

Outre le lieu qui est lui-même symbolique avec Le Triomphe de la République comme cadre de l'événement, de multiples symboles sont visibles sur les clichés : « le crayon, le drapeau tricolore ou les slogans (dont celui, en haut à gauche du cliché, de « l'homme à la pancarte ») »,.
Sur la photographie de Stéphane Mahé, un jeune homme, Charles Bousquet (22 ans, comédien, originaire de Lamalou-les-Bains), brandit un crayon (on le voit également sur la photographie d'Argyroglo). Il est juché sur le bras du Génie de la Liberté, l'une des figures située à l'avant du monument. Il précise : « Il y avait trop de monde dans les rues. J'ai grimpé dessus [la statue] et je suis resté comme ça pendant cinq heures. C'était un endroit génial pour suivre la manif : je voyais toutes les grandes artères de Paris converger là. »
Un article de L'Obs dresse la liste des détails symboliques de la photographie d'Argyroglo qui « révèlent une multitude d'histoires » : l'homme au crayon, le fumigène (dont la lumière a « sauvé » la photo selon son auteur), une foule compacte, une manifestante fait le clown (avec un nez rouge) et un gros crayon et des pancartes.